# Caio Sílio
Caio Sílio (em latim: Gaius Silius; m. 24) foi um senador romano eleito cônsul em 13 juntamente com Lúcio Munácio Planco. Provavelmente é filho de Públio Sílio Nerva, cônsul em 20. Sílio é conhecido por suas vitórias contra as tribos germânicas depois do desastre da Batalha da Floresta de Teutoburgo em 9. Em 24, acabou implicado nos esquemas do prefeito pretoriano Sejano e se matou.
Por conta de uma ambiguidade nos "Fastos Capitolinos", experts como Mommsen e Attilio Degrassi acreditam que o nome completo de Sílio era Caio Sílio Aulo Cecina Largo (em latim: Gaius Silius Aulus Caecina Largus). Porém, Arthur e Joyce Gordon destacaram a forma bem pouco usual deste nome para a época, precedendo o próximo exemplo conhecido em mais de cinquenta anos. Eles sugerem, tendo como base fontes que eles próprios admitem serem menos confiáveis, que esta linha dos "Fastos" seria melhor interpretada como se tratando de dois nomes: Caio Sílio e Aulo Cecina Largo, este último um senador desconhecido que teria sido cônsul sufecto no lugar de Sílio naquele mesmo ano. Apesar de esta interpretação ser endossada por Ronald Syme,, ela era considerada apenas como uma hipótese até que Diana Gorostidi Pi revelou uma inscrição — que ela chamou de "Fasti consulares Tusculani" — demonstrando que de fato se tratavam de duas pessoas distintas.

## Carreira
Depois de seu mandato como cônsul, Sílio foi nomeado legado imperial da Germânia Superior encarregado das quatro legiões do alto Reno que não se amotinaram depois da morte Augusto, atuando sob o comando geral de Germânico. Assim que o motim foi sufocado, Sílio continuou servindo sob Germânico, participando de sua campanha retaliatória (entre 14 e 16) contra uma aliança de tribos germânicas depois do desastre da Batalha da Floresta de Teutoburgo. Suas vitórias lhe valeram a ornamenta triumphalia em 15.
No ano seguinte, Germânico enviou Sílio com Caio Visélio Varrão para enfrentar os catos à frente de 30 000 infantes e 3 000 cavaleiros, vencendo-os com facilidade. Sílio continuou na Germânia Superior até 21, período no qual sufocou uma revolta de uma facção tréveros, liderada por Júlio Floro, e de seus aliados éduos, liderados por Júlio Sacrovir, na Gália. Com duas legiões, Sílio derrotou o exército de 40 000 homens de Sacrovir a cerca de 20 quilômetros de Augustoduno.
Logo depois Sílio retornou a Roma e rapidamente se envolveu nas maquinações da corte imperial como parte da facção de Germânico. Através de sua esposa, Sósia Gala, Sílio se aproximou da nora de Tibério, Agripina, a Velha, a esposa de Germânico. Por causa disto, o casal acabou sendo uma das vítimas das maquinações do prefeito pretoriano Sejano. No Senado Romano, Sílio foi acusado por Lúcio Visélio Varrão, filho de seu ex-companheiro Caio, de ser cúmplice na revolta de Sacrovir e de se apropriar indevidamente de dinheiro provincial na Gália. Recusando-se a aceitar um acordo ou a se defender, Sílio declarou que se ele não tivesse pessoalmente evitado que as legiões do Reno se revoltassem para vingar a morte de Germânico, Tibério teria perdido sua posição como imperador. Tendo que enfrentar testemunhas inescrupulosas dando falso testemunho de que ele havia roubado as províncias gaulesas, Sílio se matou em 24 e Gala foi exilada depois de suas propriedades terem sido confiscadas pelo Senado Romano, que determinou que uma fração fosse dada a seus filhos.

## Família
De seu casamento com Sósia Gala, Sílio teve pelo menos um filho, Caio Sílio, famoso por seu caso com a imperatriz Messalina, esposa do imperador Cláudio, e executado por causa disto.